# Rómulo Díaz de la Vega

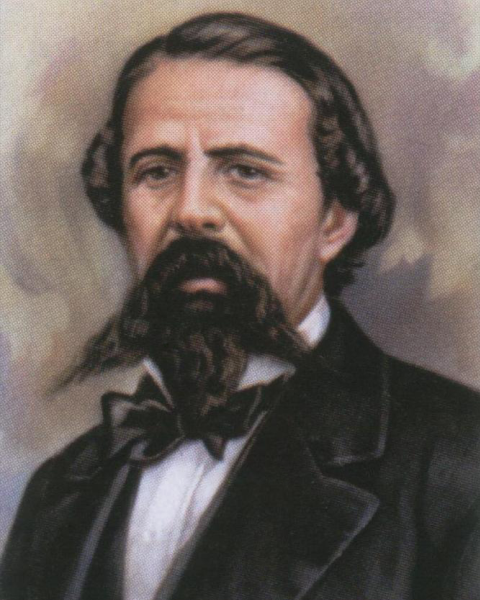
Rómulo Díaz de la Vega.

Rómulo Díaz de la Vega född 23 maj 1800 i Mexico City och död 3 oktober 1877 i Puebla var mexikansk militär och landets president 22 dagar 1855.
Díaz de la Vega var general då han tog makten under 22 dagar efter att hans företrädare Martín Carrera hade lämnat in sitt avsked. Senare kom han att ingå i den konservativa grupp som stod bakom godkännandet av Maximilian I:s tillträde som Mexikos kejsare.